# Datastruktur
Datastrukturer er en fællesbetegnelse for data, der er organiserede i elementer, som kan tilføjes eller fjernes fra strukturen. Nogle datastrukturer forudsætter, at dataelementerne hver har et nøglefelt (kort nøgle), der kan sorteres efter.
Man kan som udgangspunkt udføre følgende operationer på datastrukturer:
- Indsætte elementer
- Fjerne elementer
- Søge efter et bestemt element
- Teste om strukturen er tom

Brugen af datastrukturer giver mulighed for, at der kan programmeres mere effektivt.
Datastrukturer kan groft deles op i to slags. Nogle af dem som for eksempel stakken er beregnet til at håndtere data i ram mens andre som B-træet er velegnede som strukturen i en fil.

## Terminologi
Der er en del udtryk, der går igen ved beskrivelse af datastrukturer. Nogle af de vigtigste er:
- Dataelement: Et dataelement omfatter den information, man har til hensigt at placere i en datastruktur samt eventuelle oplysninger, som skal være til stede for at få datastrukturen til at fungere.
- Nøglefelt eller søgenøgle: Dette er den oplysning, som bruges som "opslagsord", når der skal findes et bestemt dataelement. I de fleste tilfælde er nøglen en del af dataelementet.
- Reference: En reference er et felt i et dataelement, som beskriver, hvor et andet element i datastrukturen befinder sig. Mange programmeringssprog har et referencebegreb.